# Deželna civilna bolnica Ljubljana
Civilni bolnici v Ljubljani je 1786 avstrijski cesar Jožef II. namenil nekdanji avguštinski samostan na Ajdovščini in ga dal v oskrbo usmiljenim bratom. Bolnica je z 12 posteljami zaživela leta 1789. Dve leti po ustanovitvi je del bolnišnice postala tudi blaznica (psihiatrični oddelek). Od leta 1787 je imela javno lekarno in vse od 1808 se je v njej odvijal praktični del pouka mediko-kirurškega študija. Leta 1849 je bolnica prešla pod upravo kranjske deželne vlade in postala Deželna civilna bolnica. Po ljubljanskem potresu so v letih 1893-1895 zgradili nova bolniška poslopja na Zaloški cesti s 568 posteljami po paviljonskem sistemu, ki jim je bila zgled bolnica Lariboisière v Parizu. Nove oddelke so slovesno otvorili 16. oktobra 1895. Leta 1918 je imela bolnica sedem oddelkov, en odsek in en zavod.